# La conquista de Albania
La conquista de Albania és una pel·lícula espanyola dirigida per Alfonso Ungría.

## Argument
El senyor Luis de Beaumont, germà de Carles II de Navarra, torna a la seva terra després de les derrotes davant el rei de França. Però la seva ambició el porta a una nova aventura a l'altre extrem de la Mediterrània i encapçala una expedició militar a Albània per conquerir aquella terra per als espanyols. Ja que Albània era una part del dot de la muller de Luis, semblava com una idea raonable a l'època. L'expedició i la seva batalla final són el tema d'aquesta pel·lícula històrica.

## Repartiment
- Xabier Elorriaga: Luis de Beaumont
- Klara Badiola: Juana d'Anjou
- Chema Muñoz
- Walter Vidarte
- Ramón Barea
- Patxi Bisquert
- Karla Calparsoro
- Félix Rotaeta